# Li (naczynie)
Li – w starożytnych Chinach pierwotnie ceramiczne, następnie wykonywane z brązu, naczynie służące do gotowania. Używane było od okresu neolitycznego (ok. 3000–2000) poprzez czasy dynastii Shang i Zhou aż do Okresu Walczących Królestw (475–221 p.n.e.), kiedy to straciło na popularności.
Naczynie miało postać kociołka z obszernym otworem, wspartego na trzech szeroko rozstawionych nóżkach.